# Muhamed Ševket Kurt
Muhamed Ševket-efendija Kurt (srpen či září 1879/šauvál 1298 Travnik, Bosna a Hercegovina – 21. července 1963 Tuzla Federativní lidová republika Jugoslávie) byl bosenskohercegovský islámský duchovní bosňáckého původu.

## Životopis
Rodina Kurt (turecky vlk) pochází z Mostaru. Nejnovější genealogická bádání ukazují, že Kurtové do Mostaru přišli kolem roku 1700 z Liky, konkrétně obce Perušić, poté co oblast zabrala habsburská monarchie.
V rodném městě navštěvoval mekteb, islámskou základní školu (do 1888), a medresu, kde vyučoval jeho otec Fadil (1845–1893). Po otcově smrti se vydal za studiem do Mostaru, kde pobýval jeho děd hadži Ahmet (1810–1895), a tam absolvoval ruždii (1895) a navštěvoval přednášky místního muftího Ali Fehmi-efendiji Džabiće. Po dědově smrti odešel za vzděláním do Sarajeva, kde rok navštěvoval Kuršumli medresu a po roce odcestoval do Istanbulu. V cizině strávil deset let, mj. kratší čas pobýval v Damašku, kde se zdokonaloval v arabštině. Roku 1908 se vstáil do vlasti a nato získal místo imáma a hatiba, kazatele, v Ali-begově mešitě v Travniku a učitele, muderrise, v místní medrese.
Dne 29. dubna 1914 Mehmed Šefket byl jmenován muftím v Banja Luce. Dne 2. srpna 1925 byl pověřen vedením úřadu muftího v Tuzle. Coby vysoce postavený duchovní podpořil zavedení královské diktatury roku 1929 i sjednocení všech islámských náboženských obcí v Jugoslávii do jediné. Dne 1. března 1933 se stal členem nejvyšší duchovní rady, ulema-medžlisu, Islámské náboženské obce v Jugoslávii se sídlem v Sarajevu. Dne 1. března 1936, kdy byla obnovena samospráva Islámského společenství v Bosně a Hercegovině, byl penzionován.
Roku 1942 se aktivně podílel na záchraně stovek pravoslavných Srbů v Tuzle, kteří měli být zavražděni v rámci odplaty za smrt ustašovských vojáků. Po roce 1945, kdy v Jugoslávii chopili moci komunisté, byl aktivní v orgánech Islámského společenství.
Muhamed Šefket se oženil s Arifou Turalić (1883–1959) z Tešnje. Do roku 1914 rodina žila v Travniku, kde přišli na svět synové Fadil (1910–1945), Nurija Asim (1911) a Alija Kemal (1912–1984). Poté se manžele s dětmi přestěhovali do Banja Luky, kde se jim narodily další děti Enver (1914–1943), Fadila (1915–1968), Asim (1917–1943), Halima (1918–1969) a Nedžatija Muhamed (1925–1991).
Duchovní zemřel 21. července 1963. Pohřbu v Tuzle 23. července se zúčastnily desítky tisíc lidí. Zádušní mši vedl tehdejší reisu-l-ulema Sulejman-efendija Kemura.